# Dirección General de Derechos de la Infancia y de la Adolescencia
La Dirección General de Derechos de la Infancia y de la Adolescencia es el órgano directivo del Ministerio de Juventud e Infancia, adscrito a la Secretaría de Estado de Juventud e Infancia, que se encarga de la prestación de servicios sociales en el ámbito de la infancia y la adolescencia.

## Historia

### Primera etapa (1985-1996)
Históricamente, las competencias sobre protección de los menores han residido en el Ministerio de Justicia, Así, durante toda la dictadura de Francisco Franco existió un organismo autónomo, la Obra de Protección de Menores, cuya misión fundamental era la protección y tutela de los menores de edad. En 1985, este organismo es suprimido pasando sus competencias a un órgano administrativo de nueva creación, la Dirección General de Protección Jurídica del Menor. Este órgano, debido a su dependencia del departamento con competencias en Justicia, tenía un carácter más de prevención de la delincuencia juvenil que de asistencia a los menores, aunque también gestionaba «el servicio de adopción y acogimiento familiar», entre otros asuntos.
En 1988 se crea el Ministerio de Asuntos Sociales que asume, entre otras competencias, las atribuidas al Departamento de Justicia a través de la mencionada Dirección General. A partir de este momento, el órgano empieza a tomar un carácter más social y se continua un proceso iniciado algunos años antes de descentralización en las regiones españolas de las principales competencias de protección de los menores. Debido a estos cambios, en 1994 se renombra como Dirección General del Menor y Familia, poniendo el foco en la importancia de la familia para los menores.
En 1996, la histórica Dirección General de Acción Social (que tiene sus orígenes en la Dirección General de Beneficencia) y la Dirección General del Menor y Familia se refunden, creándose la Dirección General de Acción Social, del Menor y de la Familia.

### Segunda etapa (2004-2009)
Tras dos legislaturas unificadas, en 2004 se vuelven a separar las competencias; por una parte, la Dirección General de Servicios Sociales y Dependencia, y por otra la Dirección General de las Familias y la Infancia. Esta última, asumió las tradicionales competencias de «programación, impulso y gestión de las actuaciones de la Administración General del Estado dirigidas a promover la atención y el apoyo a los menores y a las familias». Para ello, se estructuró a través de dos subdirecciones generales, una para las familias y otra para la infancia. En 2008 fue transferida al Ministerio de Educación, Política Social y Deporte.
De nuevo, en 2009 las competencias en acción social fueron transferidas al Ministerio de Sanidad y Política Social y la dirección general se volvió a unir a la Dirección General de Política Social (antigua Dirección General de Servicios Sociales y Dependencia), dando lugar a la Dirección General de Política Social, de las Familias y de la Infancia.

### Tercera etapa (2020-)
El 29 de enero de 2020 se recupera un órgano directivo único para asuntos de menores, esta vez sin competencias en familia. Se crea, como en ocasiones anteriores, de la división en dos de la Dirección General de Servicios para las Familias y la Infancia. Por ende, asume las funciones de ésta relativas a la infancia y la adolescencia y, para ello, asume su Subdirección General de Infancia, que se renombra como Subdirección General de Políticas de Infancia y Adolescencia.
En 2023, fue transferida al Ministerio de Juventud e Infancia, a través de la Secretaría de Estado de Juventud e Infancia.

## Estructura
De la Dirección General de Derechos de la Infancia y de la Adolescencia dependen los siguientes órganos directivos:
- La Subdirección General de Promoción de los Derechos de la Infancia y de la Adolescencia, a la que corresponde la promoción de los derechos de los individuos de su ámbito de actuación, el fomento de su participación institucional y el desarrollo de la normativa estatal relacionada con la protección y promoción de la infancia y de la adolescencia. Asimismo, se encarga de las relaciones con otras Administraciones Públicas nacionales y con la Unión Europea y otros organismos internacionales.
- La Subdirección General de Programas de Infancia y Adolescencia, a la que le corresponde elaborar y supervisar las estrategias en las materias propias de la Dirección General, el fomento de la participación de las entidades del tercer sector, la lucha contra la pobreza infantil, así como la planificación y gestión administrativa y económico-financiera de los programas de ayudas.

Asimismo, de esta Dirección General depende el Registro Nacional de Organismos Acreditados de Adopción internacional y de Reclamaciones e Incidencias.

## Directores generales
| Nombre                               | Mandato    |
| ------------------------------------ | ---------- |
| Enrique Miret Magdalena (1)          | 1985-1986  |
| Dolores Renau y Manen (1)            | 1986-1988  |
| Juan Carlos Mato Gómez (1)(2)        | 1988-1996  |
| Suprimida entre 1996 y 2004          |            |
| Amparo Marzal Martínez (3)           | 2004-2009  |
| Suprimida entre 2009 y 2020          |            |
| Gabriel González-Bueno Uribe (4)     | 2020-2021  |
| María Violeta Assiego Cruz (4)       | 2021-2022  |
| Lucía Losoviz Adani (4)              | 2022-2024  |
| Sandra Gómez de Garmendia Cuetos (4) | 2024-pres. |

(1) Protección Jurídica del Menor

(2) Protección del Menor y la Familia

(3) Familias y la Infancia

(4) Derechos de la Infancia y de la Adolescencia